# Careless Love
Careless Love è il secondo album in studio della cantante jazz statunitense Madeleine Peyroux, pubblicato nel 2004.

## Tracce
1. Dance Me to the End of Love (Leonard Cohen) - 3:56
2. Don't Wait Too Long (Madeleine Peyroux, Jesse Harris, Larry Klein) - 3:10
3. Don't Cry Baby (Saul Bernie, James P. Johnson, Stella Unger) - 3:16
4. You're Gonna Make Me Lonesome When You Go (Bob Dylan) - 3:26
5. Between the Bars (Elliott Smith) - 3:42
6. No More (Salvador Camerata, Bob Russell) - 3:31
7. Lonesome Road (Gene Austin, Nathaniel Shilkret) - 3:10
8. J'ai deux amours (Vincent Scotto, Géorges Koger, Henri Varna) - 2:54
9. Weary Blues (Hank Williams) - 3:39
10. I'll Look Around (George Cory, Douglass Cross) - 4:47
11. Careless Love (W. C. Handy, Martha Koenig, Spencer Williams) - 3:50
12. This Is Heaven to Me (Frank Reardon, Ernest Schweikert) - 3:12

## Formazione
- Madeleine Peyroux - voce, chitarra acustica
- Dean Parks - chitarre
- Larry Goldings - piano, piano Wurlitzer, organo, organo Hammond, celesta
- David Piltch - basso
- Jay Bellerose - batteria, percussioni
- Lee Thornburg - tromba (6,12)
- Scott Amendola - percussioni (10)